# ميروفيوس
ميروفيوس (اللاتينية : Meroveus أو Merovius ؛ الفرنسية : Mérovée) هو المؤسس الأسطوري الذي نسبت إليه السلالة الميروفنجية.هو ملك السليان الفرنكيين، واحدة من قبائل الفرنكيين ،لا يوجد سوى القليل من المعلومات عن ميروفيوس في وقت لاحق من تاريخ الفرنكيين. قد يكون والد شيلديريك الأول. خلف شيلديريك الأول والده ميروفيوس الذي نسبت إليه السلالة الميروفنجية

## الفرنكيين
سمح الإمبراطور جوليان للفرنكيين وهم من القبائل الجرمانية بعبور نهر الراين والاستقرار على حدود الإمبراطورية الرومانية، وعندما بدأ الانحلال والتدهور في القسم الغربي من الإمبراطورية الرومانية في القرن الخامس الميلادي توغل الفرنكيين في أراضي الإمبراطورية، واستعمروا الأجزاء الشمالية من غاليا ووصلوا إلى شمال مدينة باريس الرومانية، وكان من ملوكهم كلوديون الملتحي الذي انتصر على الجيوش الرومانية بقيادة أئسيوس ثم حكم بعده ميروفيوس الذي نسبت إليه السلالة الميروفنجية، ثم حكم من بعده ابنه شيلديريك الأول ثم جاء ابن شيلديريك كلوفيس الأول (سنة 481-511 م)